# Liebfrauenmilch
Liebfrauenmilch lub Liebfraumilch to rodzaj półsłodkich białych win pochodzących z Niemiec. Produkowane są zwłaszcza w regionach Rheinhessen, Palatynat, Rheingau i Nahe. Nazwa oznacza dosłownie "mleko ukochanej Pani (Maryi)", patrz też Lactatio Bernardi. Oryginalna niemiecka pisownia to "Liebfrauenmilch", ponieważ wino to było produkowane od XVIII wieku w winnicach kościoła mariackiego w Wormacji. Na etykietach win eksportowanych częściej spotyka się jednak nazwę "Liebfraumilch".
W przeszłości wino o tej nazwie było uznawane za produkt wysokiej jakości. W Wielkiej Brytanii tego typu wina nazywano Hock. Obecnie natomiast Liebfraumilch jest nazwą niedrogich win różnych producentów sprzedawanych najczęściej w supermarketach. Często występują one w niebieskich butelkach, zwykle ich objętość wynosi 750 ml, choć zdarzają się butelki zarówno mniejsze, jak też np. półtoralitrowe. Zawartość procentowa alkoholu to ok. 10%. 
Istnieją bardzo podobne wina np. Blue Nun w Wielkiej Brytanii nieużywające oryginalnej nazwy Liebfraumilch.